# Direction Générale de la Sécurité Intérieure
Direction Générale de la Sécurité Intérieure, DGSI (pol. Dyrekcja Generalna Bezpieczeństwa Wewnętrznego), francuska służba specjalna, komórka organizacyjna Ministerstwa Spraw Wewnętrznych Republiki Francuskiej zajmująca się kontrwywiadem, wykrywaniem poważnych przestępstw godzących w bezpieczeństwo i interes państwa.

## Historia
DGSI została utworzona 12 maja 2014 roku, w wyniku przekształcenia DCRI.

## Główne zadania
- Kontrwywiad
- Kontrterroryzm
- Bezpieczeństwo wewnętrzne